# Justicia pacifica
Justicia pacifica är en akantusväxtart som först beskrevs av Christian Gottfried Daniel Nees von Esenbeck, och fick sitt nu gällande namn av William Botting Hemsley. Justicia pacifica ingår i släktet Justicia och familjen akantusväxter. Inga underarter finns listade i Catalogue of Life.